# Jor-El
Jor-El (hay Jor-L trong Golden Age) là nhân vật hư cấu xuất hiện trong tựa game được phát hành bởi DC Comics. Nhân vật này do nhà văn Jerry Siegel và nghệ sĩ Joe Shuster tạo ra, lần đầu tiên xuất hiện trên báo truyện tranh năm 1939 cùng với Superman.
Người Krypton, Jor-El là cha đẻ của Superman, chồng của Lara. Ông là nhà khoa học hàng đầu trên hành tinh Krypton trước khi hành tinh này bị phá hủy. Ông đã nhìn thấy trước số phận của hành tinh Krypton nhưng không thể thuyết phục hội đồng trong việc cứu giúp hành tinh này. Jor-El đã cứu được con trai Kal-El (Superman) bằng cách gửi anh đến Trái Đất trong một con tàu vũ trụ tự chế trước khi hành tinh phát nổ.
Jor-El thường được miêu tả giống như con trai của ông, Kal-El/Superman.